# Казахстан (Аксуський район)
Казахста́н (каз. Қазақстан) — село у складі Аксуського району Жетисуської області Казахстану. Входить до складу Аксуський сільського округу.
У радянські часи село називалось XV літ Казахстана.
Населення — 340 осіб (2021; 252 у 2009, 408 у 1999, 653 у 1989).